# Queenie Smith
Pour les articles homonymes, voir Smith.
Queenie Smith, née le 8 septembre 1898 à New York (État de New York), morte d'un cancer le 5 août 1978 à Burbank (Californie), est une actrice, chanteuse, danseuse et pédagogue américaine.

## Biographie

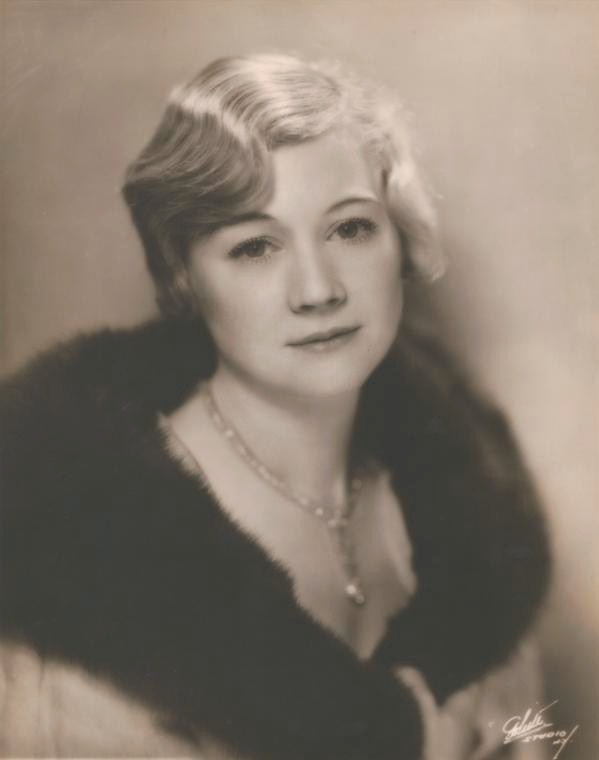
Photographiée vers 1920

Ayant suivi enfant et adolescente une première formation de danseuse, Queenie Smith débute à ce titre au Metropolitan Opera (abrégé « Met ») de New York en juin 1916, à l'occasion d'un concert de charité. Sa deuxième prestation au Met a lieu en décembre de la même année, dans l'opéra Francesca da Rimini de Riccardo Zandonai. Elle participe à neuf autres opéras et au ballet Petrouchka (sur une musique d’Igor Stravinsky) au Met, où elle danse pour la dernière fois en juin 1919, lors d'une représentation d’Aida de Giuseppe Verdi.
En septembre 1919, elle entame une seconde carrière au théâtre à Broadway (New York), dans la comédie musicale Roly-Boly Eyes, comme chanteuse, danseuse et actrice. Jusqu'en 1932, elle joue sur les planches new-yorkaises dans dix autres comédies musicales ; l'une des plus connues est Tip-Toes de George et Ira Gershwin, représentée 192 fois de fin décembre 1925 à juin 1926, où elle interprète le rôle-titre, aux côtés notamment de Jeanette MacDonald. Enfin, toujours à Broadway, elle collabore à deux pièces, respectivement en 1933 et 1934.
Queenie Smith migre ensuite à Hollywood, où elle démarre une troisième carrière, comme actrice (et chanteuse, dans quatre de ses premiers rôles). Elle effectue sa première prestation à l'écran dans le court métrage musical Masks and Memories de Roy Mack, sorti en 1934. Son deuxième film, également musical, est Mississippi de Wesley Ruggles et A. Edward Sutherland (1935, avec Bing Crosby, W. C. Fields et Joan Bennett). Le quatrième, toujours musical, est Show Boat de James Whale (version de 1936, avec Irene Dunne et Charles Winninger).
En tout, elle contribue à seulement trente-quatre films américains (parfois dans des petits rôles non crédités), les deux derniers sortis l'année de sa mort, en 1978 (dont Drôle d'embrouille de Colin Higgins, avec Goldie Hawn et Chevy Chase). Parmi ses autres films notables, citons L'Homme aux lunettes d'écaille de Douglas Sirk (avec Claudette Colbert et Robert Cummings) et La Fosse aux serpents d'Anatole Litvak (avec Olivia de Havilland et Mark Stevens), tous deux sortis en 1948, L'Extravagante Héritière de Dick Powell (1956, avec June Allyson et Jack Lemmon), ou encore Le Démon des femmes de Robert Aldrich (1968, avec Kim Novak et Peter Finch).
À la télévision, entre 1964 et 1978, Queenie Smith apparaît dans vingt-cinq séries, dont La Petite Maison dans la prairie (cinq épisodes, de 1974 à 1977, où elle tient le rôle récurrent de Mme Amanda « May » Whipple). Dans les années 1970, elle se produit aussi dans trois téléfilms.
Enfin, elle a des activités de pédagogue en Californie (entre autres à Hollywood), principalement dans les années 1960, durant lesquelles elle enseigne l'art du chant au théâtre.

## Danse

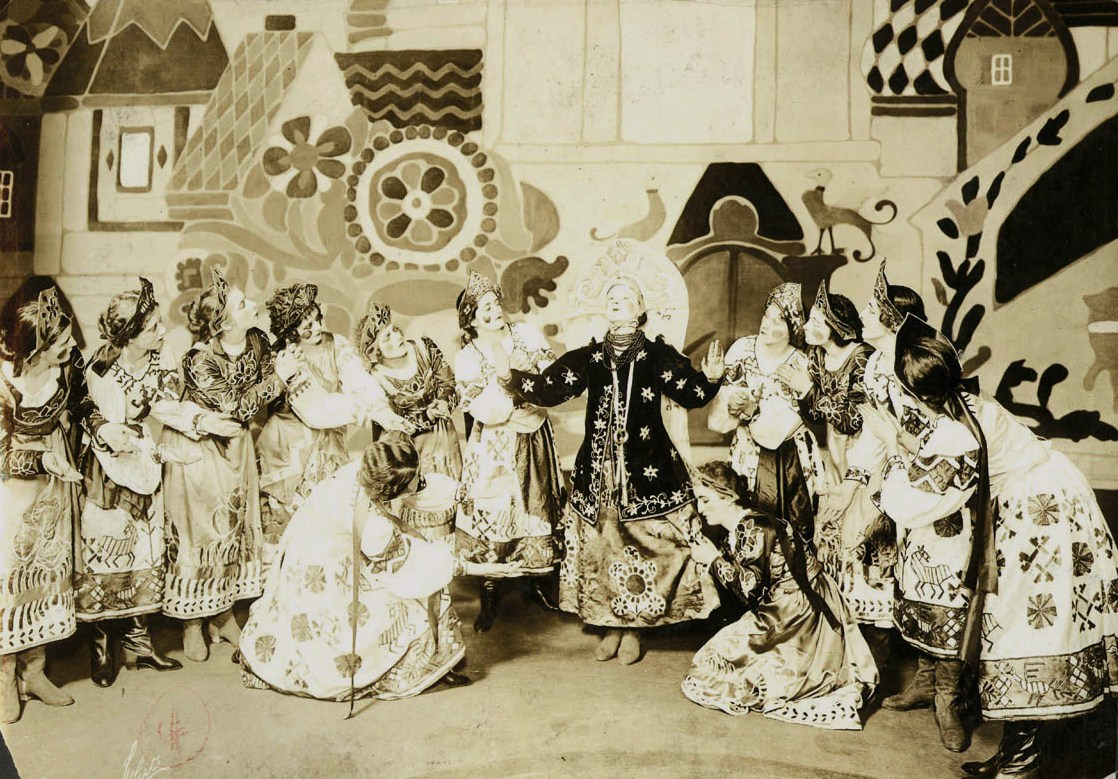
Au centre, dans Le Coq d'or, vers 1918

(opéras produits par le Met, à la Metropolitan Opera House de New York, sauf mention contraire)
- 1916 : Francesca da Rimini, musique de Riccardo Zandonai, avec Frances Alda, Giovanni Martinelli, direction musicale Giorgio Polacco (représenté dix fois, jusqu'en 1918)
- 1917 : Le nozze di Figaro, musique de Wolfgang Amadeus Mozart, avec Giuseppe De Luca, Frieda Hempel, Adamo Didur, Geraldine Farrar, Kathleen Howard, direction musicale Artur Bodanzky (représenté six fois, jusqu'en 1918)
- 1917 : Faust, musique de Charles Gounod, avec Giuseppe Martinelli, Geraldine Farrar, Léon Rothier, Thomas Chalmers, Kathleen Howard, direction musicale Pierre Monteux (représenté deux fois, la seconde en 1919)
- 1917 : Aida, musique de Giuseppe Verdi, avec Marie Rappold (en), Giovanni Martinelli, direction musicale Roberto Moranzini (représenté dix-neuf fois, jusqu'en 1919)
- 1918 : Le Prophète, musique de Giacomo Meyerbeer, avec Enrico Caruso, Claudia Muzio, Léon Rothier, direction musicale Artur Bodanzky (représenté une fois)
- 1918 : Carmen, musique de Giuseppe Verdi, avec Geraldine Farrar, Giovanni Martinelli, Léon Rothier, direction musicale Pierre Monteux (représenté une fois, à Philadelphie)
- 1918 : Mârouf, savetier du Caire, musique d'Henri Rabaud, avec Giuseppe De Luca, Frances Alda, Léon Rothier, Kathleen Howard, direction musicale Pierre Monteux (représenté deux fois, la seconde en 1919)
- 1918 : Thaïs, musique de Jules Massenet, avec Geraldine Farrar, Pasquale Amato, Léon Rothier, Kathleen Howard, direction musicale Pierre Monteux (représenté deux fois, la seconde en 1919)
- 1918 : Samson et Dalila, musique de Camille Saint-Saëns, avec Enrico Caruso, Margarete Matzenauer, Léon Rothier, direction musicale Pierre Monteux (représenté six fois, jusqu'en 1919, la première à Philadelphie)
- 1918 : Le Coq d'or, musique de Nikolaï Rimski-Korsakov, avec Marie Sundelius (en), Maria Barrientos, Adamo Didur, direction musicale Pierre Monteux (représenté quatorze fois, jusqu'en 1919)
- 1919 : Petrouchka, ballet sur une musique d'Igor Stravinsky et une chorégraphie de Michel Fokine, avec Adolph Bolm, Rosina Galli, direction musicale Pierre Monteux (représenté cinq fois, cette même année)

## Théâtre (à Broadway)

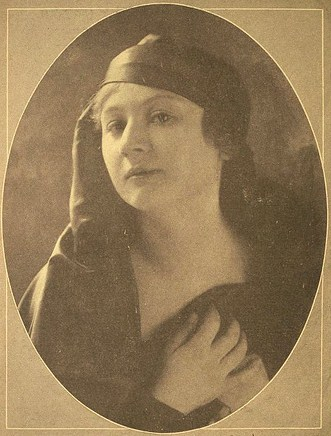
Dans Roly-Boly Eyes (1919)
- photo promotionnelle -

### Comédies musicales
- 1919 : Roly-Boly Eyes, musique d'Eddy Brown et Louis Gruenberg, lyrics et livret d'Edgar Allan Woolf
- 1922 : Just Because, musique de Madelyn Sheppard, lyrics d'Helen S. Woodruff, livret d'Anna Wynne O'Ryan et Helen S. Woodruff, avec Olin Howland, Charles Trowbridge
- 1922 : Orange Blossoms, musique de Victor Herbert, lyrics de B. G. DeSylva, livret de Fred de Gresac, d'après la pièce La Passerelle de Francis de Croisset et Fred de Gresac
- 1923 : Cinders, musique de Rudolf Friml, lyrics et livret d'Edward Clark
- 1923 : Helen of Troy, New York, musique et lyrics de Bert Kalmar et Harry Ruby, livret de Marc Connelly et George S. Kaufman
- 1924 : Sitting Pretty, musique de Jerome Kern, lyrics et livret de Guy Bolton et P. G. Wodehouse, orchestrations de Robert Russell Bennett, costumes de Charles Le Maire et Alice O'Neil
- 1924 : Be Yourself, musique de Lewis E. Gensler et Milton Schwarzwald, lyrics et livret de Marc Connelly et George S. Kaufman, lyrics additionnels d'Ira Gershwin
- 1925-1926 : Tip-Toes, musique de George Gershwin, lyrics d'Ira Gershwin, livret de Guy Bolton et Fred Thompson, avec Jeanette MacDonald
- 1927 : Judy, musique de Charles Rosoff, lyrics de Leo Robin, livret de Mark Swan, avec George Meeker
- 1929-1930 : The Street Singer, musique de John Gilbert, Nicholas Kempner et Sam Timberg, lyrics de Graham John, livret de Cyrus Wood et Edgar Smith (en), production et mise en scène de Busby Berkeley, costumes d'Orry-Kelly et George Barbier, avec Cesar Romero
- 1932 : A Little Racketeer, musique d'Haskell Brown, lyrics d'Edward Eliscu, livret d'Harry Clarke

### Pièces
- 1933 : The Blue Widow de Marianne Brown Waters, avec Don Beddoe, Albert Dekker, Helen Flint
- 1934 : Every Thursday de Doty Hobart

## Filmographie partielle

### Au cinéma

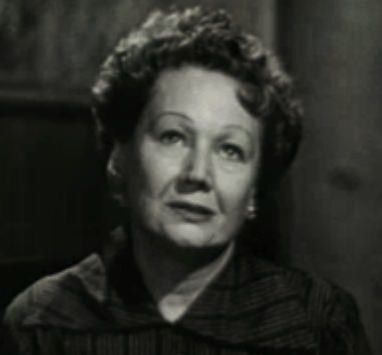
Dans The Great Rupert (1950)

- 1934 : Masks and Memories de Roy Mack (court métrage)
- 1935 : Mississippi de Wesley Ruggles et A. Edward Sutherland
- 1936 : Special Agent K-7 de Bernard B. Ray
- 1936 : Show Boat de James Whale
- 1939 : Sur les pointes (On Your Toes) de Ray Enright
- 1946 : From This Day Forward de John Berry
- 1946 : Nocturne d'Edwin L. Marin
- 1946 : Les Tueurs (The Killers) de Robert Siodmak
- 1947 : La Longue Nuit (The Long Night) de Anatole Litvak
- 1948 : L'Homme aux lunettes d'écaille (Sleep, My Love) de Douglas Sirk
- 1948 : La Fosse aux serpents (The Snake Pit) d'Anatole Litvak
- 1950 : Femmes en cage (Caged) de John Cromwell
- 1950 : The Great Rupert d'Irving Pichel
- 1950 : Emergency Wedding (en) d'Edward Buzzell
- 1950 : Midi, gare centrale (Union Station) de Rudolph Maté
- 1951 : La Belle du Montana (Belle Le Grand) de Allan Dwan
- 1951 : La Première Légion (The First Legion) de Douglas Sirk
- 1951 : Le Choc des mondes (When Worlds Collide) de Rudolph Maté
- 1952 : Sous le plus grand chapiteau du monde (The Greatest Show on Earth) de Cecil B. DeMille : Spectatrice
- 1955 : Ma sœur est du tonnerre (My Sister Eileen) de Richard Quine
- 1956 : Hot Shots de Jean Yarbrough
- 1956 : L'Extravagante Héritière (You can't run away from it) de Dick Powell
- 1956 : Fighting Trouble (en) de George Blair
- 1957 : Le Grand Chantage (Sweet Smell of Success) d'Alexander Mackendrick
- 1968 : Le Démon des femmes (The Legend of Lylah Clare) de Robert Aldrich
- 1975 : Le Jour du fléau (The Day of the Locust) de John Schlesinger
- 1975 : La Cité des dangers (Hustle) de Robert Aldrich
- 1976 : L'Étrangleur invisible (Invisible Strangler) de John Florea
- 1976 : Ambulances tous risques (Mother, Jugs & Speed) de Peter Yates
- 1978 : The End de Burt Reynolds et James Best
- 1978 : Drôle d'embrouille (Four Play) de Colin Higgins

### À la télévision

#### Séries
- 1965 : L'Extravagante Lucy (The Lucy Show)
  - Saison 4, épisode 4 Lucy and Joan
- 1969 : Hawaï police d'État (Hawaii Five-0)
  - Saison 1, épisode 21 La Preuve vivante, 1re partie (Once Upon a Time, Part I)
- 1973 : La Famille des collines (The Waltons)
  - Saison 2, épisode 7 The Prize
- 1974-1977 : La Petite Maison dans la prairie (Little House on the Prairie) : Mme Amanda « May » Whipple
  - Saison 1, épisode 15, Noël à Plum Creek (Christmas at Plum Creek, 1974) de William F. Claxton
  - Saison 2, épisode 1 L'Homme le plus riche du village (The Richest Man in Walnut Grove, 1975) de Michael Landon et épisode 21 L'Appel (Soldier's Return, 1976) de William F. Claxton
  - Saison 3, épisode 1 La Grande Collecte (The Collection, 1976) de Michael Landon
  - Saison 4, épisode 7 L'Heure de la retraite (The Run and Hide, 1977) de Michael Landon
- 1977 : La croisière s'amuse (The Love Boat)
  - Saison 1, épisode 3 Ami ou ennemi (Ex Plus Y / Golden Agers / Graham and Kelly)

#### Téléfilms
- 1973 : The Girls of Huntington House d'Alf Kjellin
- 1974 : The F.B.I. Story : The F.B.I. vs. Alvin Karpis, Public Enemy Number One de Marvin J. Chomsky
- 1976 : Dawn : Portrait of a Teenage Runaway de Randal Kleiser